# Lisdoonvarna
Lisdoonvarna (Iers: Lios Dúin Bhearna) is een plaats in county Clare in Ierland. De stad ligt op de rand van het Burren nationaal park. De naam betekent binnenplaats van het fort in het dal.
De stad is bekend om het Matchmaking Festival dat daar elk jaar wordt georganiseerd gedurende de maand september. Hoewel het festival oorspronkelijk bedoeld is voor vrijgezellen, komen er ook veel mensen die willen genieten van de traditionele Ierse sfeer van muziek en dans in de pubs. Matchmakers (koppelaars) zijn er echter nog steeds te vinden en proberen, tegen betaling, een geschikte partner te vinden voor de zoekende vrijgezellen.
Lisdoonvarna kende gedurende vijf jaar een bekend folkfestival. Dit festival is met name bekend door het lied Lisdoonvarna van Christy Moore. In 1983 werd het festival getroffen door relletjes en een tragedie bij Doolin Beach. Een plotseling stroming trok vele mensen de open oceaan in. Voor acht jongeren kwam de redding te laat.
Naast de festivals is het stadje bekend om zijn bronwater en trekt het sinds 1740 al toeristen die in het geneeskrachtige water een bad nemen.

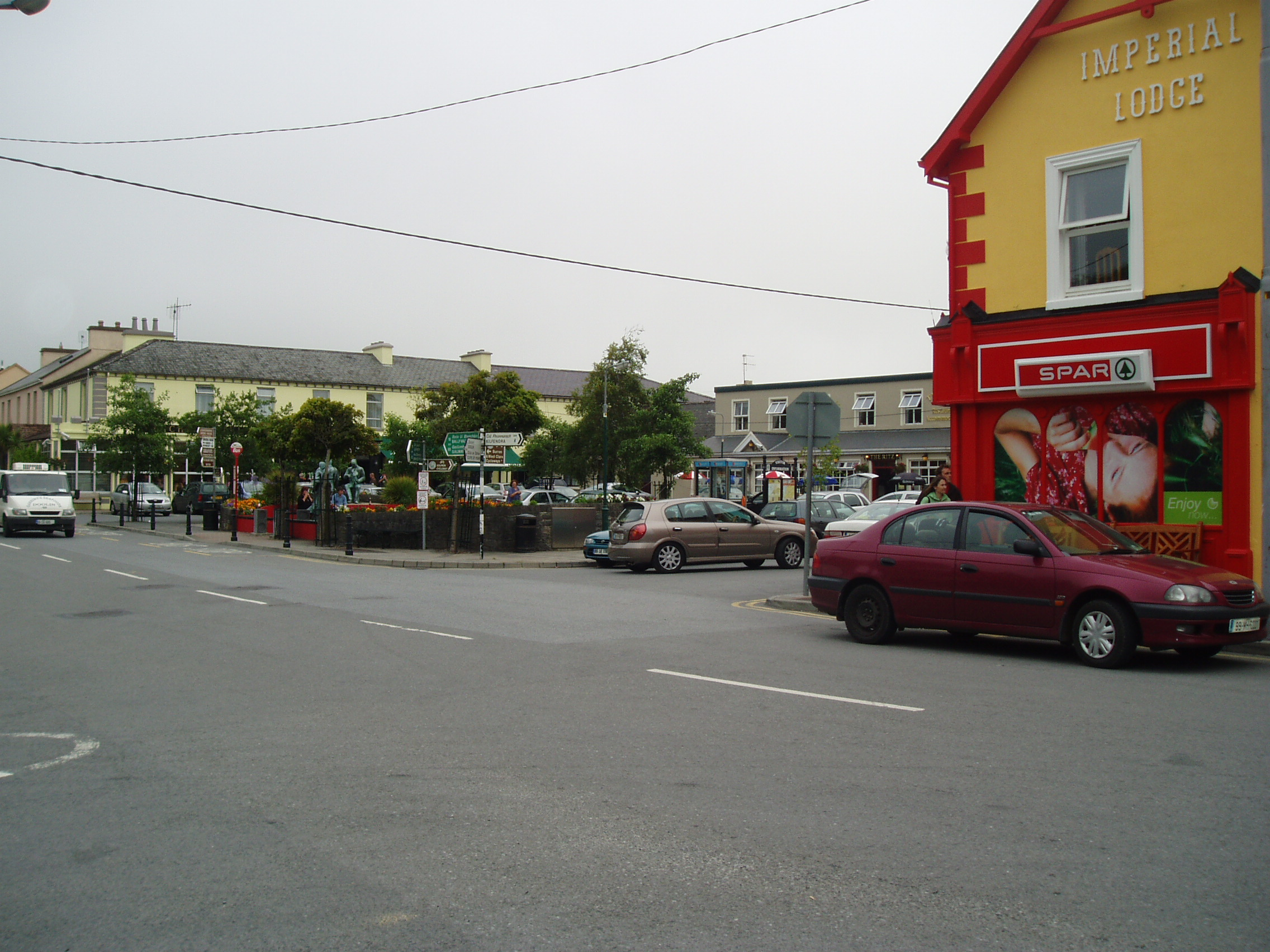
Lisdoonvarna

Ardnacrusha · Aughinish · Ballynacally · Ballyvaughan · Barefield · Bodyke · Bridgetown · Broadford · Bunratty · Carrigaholt · Carran · Clarecastle · Clonlara · Cloonanaha · Connolly · Cooraclare · Coore - Corofin · Cratloe · Cree (Creegh) · Cross · Crusheen · Doolin · Doonaha · Doonbeg · Ennis · Ennistymon · Fanore · Feakle · Hurlers Cross · Inagh · Kilbaha · Kildysart · Kilfenora · Kilkee · Kilkishen · Killaloe · Killimer · Kilmihil · Kilnamona · Kilrush · Kilshanny · Knock · Labasheeda · Lahinch · Liscannor · Lisdoonvarna · Lissycasey · Loop Head · Meelick · Milltown Malbay · Mountshannon · Mullagh · Newmarket-on-Fergus · Noughaval · O'Briensbridge · O'Callaghans Mills · Parteen · Quilty · Quin · Ruan · Scariff · Shannon · Sixmilebridge · Spancillhill · Spanish Point · Tuamgraney · Tulla · Whitegate

Regio's

Burren · Loop Head